# موتور علم بیک
موتور علم بیک یک منطقهٔ مسکونی در ایران است که در دهستان جلگه چاه هاشم واقع شده‌است. موتور علم بیک ۲۳ نفر جمعیت دارد.